# Nationale Frauen-Fußball-Meisterschaft 2005
Die Nationale Frauen-Fußball-Meisterschaft 2005 war die 3. Austragung des Fußball-Pokalwettbewerbs für südkoreanische Vereinsmannschaften der Frauen.
Das Pokalturnier begann am 25. September 2005 und endete am 29. September 2005.  Die Spiele wurden in Hanamju-Stadion ausgetragen.

## Teilnehmende Mannschaften
Am Pokalturnier nahmen die beiden Mannschaften Gyeongnam Daekyo Kangerous WFC und Incheon INI Steel WFC teil.

### Finale
Das Hinspiel wurde am 25. September 2005 und das Rückspiel am 29. September 2005 ausgetragen.
|                                | Ergebnis |                                |
| ------------------------------ | -------- | ------------------------------ |
| Incheon INI Steel WFC          | 0:3      | Gyeongnam Daekyo Kangerous WFC |
| Gyeongnam Daekyo Kangerous WFC | 1:1      | Incheon INI Steel WFC          |